# Campeonato Mundial de Voleibol Masculino de 2002
O Campeonato Mundial de Voleibol Masculino de 2002 foi a 15ª edição do evento, organizado pela FIVB. Ele foi realizado em Salta, Córdoba, Mar del Plata, Buenos Aires, Santa Fé e San Juan, Argentina, de 28 de setembro a 13 de outubro de 2002.
O Brasil conquistou o seu primeiro título mundial após derrotar a Rússia por 3 a 2 na final.

## Composição dos Grupos
| Grupo A                                  | Grupo B                                    | Grupo C                              | Grupo D                                    | Grupo E                                     | Grupo F                                 |
| ---------------------------------------- | ------------------------------------------ | ------------------------------------ | ------------------------------------------ | ------------------------------------------- | --------------------------------------- |
| Argentina · Austrália · China · Portugal | Itália · Canadá · Croácia · Coreia do Sul* | Bulgária · França · Rússia · Tunísia | Iugoslávia · Espanha · Japão · Cazaquistão | Brasil · Egito · Estados Unidos · Venezuela | Cuba · Chéquia · Grécia · Países Baixos |

* Como a Coreia do Sul desistiu de participar do Campeonato devido ao choque de datas do campeonato com os Jogos Asiáticos de 2002 realizados no país ,a  Polónia ganhou a vaga.

## Locais
O Campeonato Mundial de Voleibol Masculino de 2002 foi realizado em:
- Estadio Aldo Cantóni (San Juan) – Grupo A
- Estadio Club A Unión (Santa Fé) – Grupos B e J
- Luna Park (Buenos Aires) – Grupos C, G e Fase Final
- Estadio Polideportivo (Mar del Plata) – Grupo D
- Orfeo Superdomo (Córdoba) – Grupos E, H e Fase Final
- Estadio Delmi (Salta) – Grupos F e K

## Primeira Fase

### Grupo A
Classificação
| Pos | País      | J | V | D | SP | SC | PP  | PC  | Pts |
| --- | --------- | - | - | - | -- | -- | --- | --- | --- |
| 1   | Argentina | 3 | 3 | 0 | 9  | 3  | 312 | 289 | 6   |
| 2   | Portugal  | 3 | 2 | 1 | 7  | 5  | 286 | 267 | 5   |
| 3   | China     | 3 | 1 | 2 | 5  | 7  | 270 | 282 | 4   |
| 4   | Austrália | 3 | 0 | 3 | 3  | 9  | 282 | 312 | 3   |

| Data   | Equipe #1 | Placar | Equipe #2 | 1º Set | 2º Set | 3º Set | 4º Set | 5º Set | Total   | Cidade | Público |
| ------ | --------- | ------ | --------- | ------ | ------ | ------ | ------ | ------ | ------- | ------ | ------- |
| 28 Set | Argentina | 3–1    | Austrália | 22–25  | 25–18  | 31–29  | 32–30  |        | 110–102 |        |         |
| 29 Set | Portugal  | 3–1    | China     | 16–25  | 25–21  | 25–19  | 25–11  |        | 91–76   |        |         |
| 30 Set | Portugal  | 3–1    | Austrália | 25–20  | 25–27  | 25–21  | 29–27  |        | 104–95  |        |         |
| 30 Set | China     | 1–3    | Argentina | 30–32  | 19–25  | 26–24  | 21–25  |        | 96–106  |        |         |
| 01 Out | Austrália | 1–3    | China     | 19–25  | 20–25  | 25–23  | 21–25  |        | 85–98   |        |         |
| 01 Out | Argentina | 3–1    | Portugal  | 21–25  | 25–22  | 25–22  | 25–22  |        | 96–91   |        |         |

### Grupo B
Classificação
| Pos | País    | J | V | D | SP | SC | PP  | PC  | Pts |
| --- | ------- | - | - | - | -- | -- | --- | --- | --- |
| 1   | Polónia | 3 | 3 | 0 | 9  | 3  | 282 | 254 | 6   |
| 2   | Itália  | 3 | 2 | 1 | 8  | 3  | 255 | 228 | 5   |
| 3   | Canadá  | 3 | 1 | 2 | 4  | 7  | 251 | 261 | 4   |
| 4   | Croácia | 3 | 0 | 3 | 1  | 9  | 202 | 247 | 3   |

| Data   | Equipe #1 | Placar | Equipe #2 | 1º Set | 2º Set | 3º Set | 4º Set | 5º Set | Total   | Cidade | Público |
| ------ | --------- | ------ | --------- | ------ | ------ | ------ | ------ | ------ | ------- | ------ | ------- |
| 29 Set | Itália    | 3–0    | Croácia   | 25–18  | 25–20  | 25–20  |        |        | 75–58   |        |         |
| 29 Set | Polónia   | 3–1    | Canadá    | 25–23  | 22–25  | 26–24  | 25–21  |        | 98–93   |        |         |
| 30 Set | Polónia   | 3–2    | Itália    | 20–25  | 24–26  | 25–22  | 25–21  | 15–10  | 109–104 |        |         |
| 30 Set | Canadá    | 3–1    | Croácia   | 25–22  | 22–25  | 25–17  | 25–23  |        | 97–87   |        |         |
| 01 Out | Itália    | 3–0    | Canadá    | 25–20  | 26–24  | 25–17  |        |        | 76–61   |        |         |
| 01 Out | Croácia   | 0–3    | Polónia   | 21–25  | 18–25  | 18–25  |        |        | 57–75   |        |         |

### Grupo C
Classificação
| Pos | País     | J | V | D | SP | SC | PP  | PC  | Pts |
| --- | -------- | - | - | - | -- | -- | --- | --- | --- |
| 1   | França   | 3 | 3 | 0 | 9  | 4  | 289 | 265 | 6   |
| 2   | Bulgária | 3 | 2 | 1 | 8  | 4  | 292 | 257 | 5   |
| 3   | Rússia   | 3 | 1 | 2 | 4  | 6  | 222 | 221 | 4   |
| 4   | Tunísia  | 3 | 0 | 3 | 2  | 9  | 214 | 274 | 3   |

| Data   | Equipe #1 | Placar | Equipe #2 | 1º Set | 2º Set | 3º Set | 4º Set | 5º Set | Total   | Cidade | Público |
| ------ | --------- | ------ | --------- | ------ | ------ | ------ | ------ | ------ | ------- | ------ | ------- |
| 29 Set | Tunísia   | 1–3    | França    | 23–25  | 25–20  | 17–25  | 11–25  |        | 76–95   |        |         |
| 29 Set | Bulgária  | 3–0    | Rússia    | 28–26  | 25–19  | 25–23  |        |        | 78–68   |        |         |
| 30 Set | Rússia    | 1–3    | França    | 21–25  | 21–25  | 25–13  | 12–25  |        | 79–88   |        |         |
| 30 Set | Bulgária  | 3–1    | Tunísia   | 21–25  | 33–31  | 25–12  | 25–15  |        | 104–83  |        |         |
| 01 Out | França    | 3–2    | Bulgária  | 25–23  | 22–25  | 25–22  | 17–25  | 17–15  | 106–110 |        |         |
| 01 Out | Tunísia   | 0–3    | Rússia    | 01–25  | 08–25  | 04–25  |        | 13–75  |         |        |         |

### Grupo D
Classificação
| Pos | País        | J | V | D | SP | SC | PP  | PC  | Pts |
| --- | ----------- | - | - | - | -- | -- | --- | --- | --- |
| 1   | Iugoslávia  | 3 | 3 | 0 | 9  | 1  | 246 | 188 | 6   |
| 2   | Espanha     | 3 | 2 | 1 | 7  | 6  | 293 | 287 | 5   |
| 3   | Japão       | 3 | 1 | 2 | 5  | 7  | 269 | 274 | 4   |
| 4   | Cazaquistão | 3 | 0 | 3 | 2  | 9  | 218 | 277 | 3   |

| Data   | Equipe #1   | Placar | Equipe #2   | 1º Set | 2º Set | 3º Set | 4º Set | 5º Set | Total   | Cidade | Público |
| ------ | ----------- | ------ | ----------- | ------ | ------ | ------ | ------ | ------ | ------- | ------ | ------- |
| 29 Set | Japão       | 3–1    | Cazaquistão | 26–24  | 25–20  | 29–31  | 25–10  |        | 105–85  |        |         |
| 29 Set | Espanha     | 1–3    | Iugoslávia  | 18–25  | 21–25  | 25–21  | 18–25  |        | 82–96   |        |         |
| 30 Set | Japão       | 2–3    | Espanha     | 18–25  | 25–23  | 25–22  | 27–29  | 13–15  | 108–114 |        |         |
| 30 Set | Cazaquistão | 0–3    | Iugoslávia  | 19–25  | 16–25  | 15–25  |        |        | 50–75   |        |         |
| 01 Out | Iugoslávia  | 3–0    | Japão       | 25–21  | 25–15  | 25–20  |        |        | 75–56   |        |         |
| 01 Out | Espanha     | 3–1    | Cazaquistão | 22–25  | 25–16  | 25–21  | 25–21  |        | 97–83   |        |         |

### Grupo E
Classificação
| Pos | País           | J | V | D | SP | SC | PP  | PC  | Pts |
| --- | -------------- | - | - | - | -- | -- | --- | --- | --- |
| 1   | Estados Unidos | 3 | 3 | 0 | 9  | 3  | 300 | 277 | 6   |
| 2   | Brasil         | 3 | 2 | 1 | 8  | 3  | 268 | 230 | 5   |
| 3   | Venezuela      | 3 | 1 | 2 | 3  | 6  | 205 | 215 | 4   |
| 4   | Egito          | 3 | 0 | 3 | 1  | 9  | 197 | 248 | 3   |

| Data   | Equipe #1      | Placar | Equipe #2      | 1º Set | 2º Set | 3º Set | 4º Set | 5º Set | Total   | Cidade | Público |
| ------ | -------------- | ------ | -------------- | ------ | ------ | ------ | ------ | ------ | ------- | ------ | ------- |
| 29 Set | Venezuela      | 0–3    | Brasil         | 16–25  | 24–26  | 17–25  |        |        | 57–76   |        |         |
| 29 Set | Egito          | 1–3    | Estados Unidos | 22–25  | 25–23  | 20–25  | 20–25  |        | 87–98   |        |         |
| 30 Set | Brasil         | 2–3    | Estados Unidos | 22–25  | 25–20  | 27–25  | 31–33  | 12–15  | 117–118 |        |         |
| 30 Set | Venezuela      | 3–0    | Egito          | 25–14  | 25–22  | 25–19  |        |        | 75–55   |        |         |
| 01 Out | Egito          | 0–3    | Brasil         | 14–25  | 20–25  | 21–25  |        |        | 55–75   |        |         |
| 01 Out | Estados Unidos | 3–0    | Venezuela      | 26–24  | 25–18  | 33–31  |        |        | 84–73   |        |         |

### Grupo F
Classificação
| Pos | País          | J | V | D | SP | SC | PP  | PC  | Pts |
| --- | ------------- | - | - | - | -- | -- | --- | --- | --- |
| 1   | Países Baixos | 3 | 3 | 0 | 9  | 3  | 273 | 240 | 6   |
| 2   | Grécia        | 3 | 1 | 2 | 5  | 6  | 226 | 246 | 4   |
| 3   | Chéquia       | 3 | 1 | 2 | 6  | 8  | 311 | 309 | 4   |
| 4   | Cuba          | 3 | 1 | 2 | 4  | 7  | 245 | 260 | 4   |

| Data   | Equipe #1     | Placar | Equipe #2     | 1º Set | 2º Set | 3º Set | 4º Set | 5º Set | Total   | Cidade | Público |
| ------ | ------------- | ------ | ------------- | ------ | ------ | ------ | ------ | ------ | ------- | ------ | ------- |
| 29 Set | Países Baixos | 3–0    | Grécia        | 25–15  | 25–15  | 25–22  |        |        | 75–52   |        |         |
| 29 Set | Chéquia       | 1–3    | Cuba          | 30–28  | 22–25  | 19–25  | 23–25  |        | 94–103  |        |         |
| 30 Set | Grécia        | 3–0    | Cuba          | 25–21  | 25–21  | 25–19  |        |        | 75–61   |        |         |
| 30 Set | Países Baixos | 3–2    | Chéquia       | 15–25  | 27–25  | 25–19  | 25–27  | 15–11  | 107–107 |        |         |
| 01 Out | Cuba          | 1–3    | Países Baixos | 18–25  | 17–25  | 25–16  | 21–25  |        | 81–91   |        |         |
| 01 Out | Chéquia       | 3–2    | Grécia        | 22–25  | 25–22  | 23–25  | 25–17  | 15–10  | 110–99  |        |         |

## Segunda Fase

### Grupo G
Classificação
| Pos | País      | J | V | D | SP | SC | PP  | PC  | Pts |
| --- | --------- | - | - | - | -- | -- | --- | --- | --- |
| 1   | Argentina | 3 | 3 | 0 | 9  | 4  | 308 | 271 | 6   |
| 2   | Itália    | 3 | 2 | 1 | 7  | 6  | 305 | 292 | 5   |
| 3   | Japão     | 3 | 1 | 2 | 6  | 8  | 301 | 320 | 4   |
| 4   | Bulgária  | 3 | 0 | 3 | 5  | 9  | 296 | 327 | 3   |

| Data   | Equipe #1 | Placar | Equipe #2 | 1º Set | 2º Set | 3º Set | 4º Set | 5º Set | Total   | Cidade | Público |
| ------ | --------- | ------ | --------- | ------ | ------ | ------ | ------ | ------ | ------- | ------ | ------- |
| 04 Out | Itália    | 3–2    | Bulgária  | 31–33  | 25–22  | 23–25  | 25–18  | 15–13  | 119–111 |        |         |
| 04 Out | Argentina | 3–2    | Japão     | 25–21  | 21–25  | 25–27  | 25–21  | 16–14  | 112–108 |        |         |
| 05 Out | Japão     | 1–3    | Itália    | 18–25  | 20–25  | 28–26  | 16–25  |        | 82–101  |        |         |
| 05 Out | Argentina | 3–1    | Bulgária  | 25–20  | 22–25  | 25–14  | 25–19  |        | 97–78   |        |         |
| 06 Out | Japão     | 3–2    | Bulgária  | 25–19  | 25–23  | 22–25  | 22–25  | 17–15  | 111–107 |        |         |
| 06 Out | Argentina | 3–1    | Itália    | 25–17  | 24–26  | 25–22  | 25–20  |        | 99–85   |        |         |

### Grupo H
Classificação
| Pos | País     | J | V | D | SP | SC | PP   | PC  | Pts |
| --- | -------- | - | - | - | -- | -- | ---- | --- | --- |
| 1   | Rússia   | 3 | 3 | 0 | 9  | 4  | 299  | 263 | 6   |
| 2   | Portugal | 3 | 2 | 1 | 6  | 6  | 272  | 278 | 5   |
| 3   | Polónia  | 3 | 1 | 2 | 6  | 7  | 299  | 292 | 4   |
| 4   | Espanha  | 3 | 0 | 3 | 5  | 9  | =284 | 321 | 3   |

| Data   | Equipe #1 | Placar | Equipe #2 | 1º Set | 2º Set | 3º Set | 4º Set | 5º Set | Total   | Cidade | Público |
| ------ | --------- | ------ | --------- | ------ | ------ | ------ | ------ | ------ | ------- | ------ | ------- |
| 04 Out | Portugal  | 3–2    | Espanha   | 19–25  | 22–25  | 25–21  | 25–20  | 15–13  | 106–104 |        |         |
| 04 Out | Polónia   | 2–3    | Rússia    | 25–22  | 19–25  | 20–25  | 25–22  | 11–15  | 100–109 |        |         |
| 05 Out | Espanha   | 2–3    | Rússia    | 25–23  | 22–25  | 28–26  | 16–25  | 13–15  | 104–114 |        |         |
| 05 Out | Polónia   | 1–3    | Portugal  | 22–25  | 34–32  | 20–25  | 22–25  |        | 98–107  |        |         |
| 06 Out | Portugal  | 0–3    | Rússia    | 24–26  | 15–25  | 20–25  |        |        | 59–76   |        |         |
| 06 Out | Espanha   | 1–3    | Polónia   | 19–25  | 11–25  | 28–26  | 18–25  |        | 76–101  |        |         |

### Grupo J
Classificação
| Pos | País          | J | V | D | SP | SC | PP  | PC  | Pts |
| --- | ------------- | - | - | - | -- | -- | --- | --- | --- |
| 1   | Brasil        | 3 | 3 | 0 | 9  | =0 | 225 | 181 | 6   |
| 2   | França        | 3 | 2 | 1 | 6  | 4  | 238 | 216 | 5   |
| 3   | Países Baixos | 3 | 1 | 2 | 3  | 8  | 230 | 257 | 4   |
| 4   | Chéquia       | 3 | 0 | 3 | 3  | 9  | 249 | 288 | 3   |

| Data   | Equipe #1     | Placar | Equipe #2     | 1º Set | 2º Set | 3º Set | 4º Set | 5º Set | Total   | Cidade | Público |
| ------ | ------------- | ------ | ------------- | ------ | ------ | ------ | ------ | ------ | ------- | ------ | ------- |
| 04 Out | Brasil        | 3–0    | Chéquia       | 25–20  | 25–16  | 25–22  |        |        | 75–58   |        |         |
| 04 Out | Países Baixos | 0–3    | França        | 24–26  | 16–25  | 16–25  |        |        | 56–76   |        |         |
| 05 Out | Brasil        | 3–0    | França        | 25–22  | 25–21  | 25–21  |        |        | 75–64   |        |         |
| 05 Out | Países Baixos | 3–2    | Chéquia       | 23–25  | 30–28  | 25–20  | 22–25  | 15–8   | 115–106 |        |         |
| 06 Out | Brasil        | 3–0    | Países Baixos | 25–20  | 25–19  | 25–20  |        |        | 75–59   |        |         |
| 06 Out | França        | 3–1    | Chéquia       | 23–25  | 25–18  | 25–23  | 25–19  |        | 98–85   |        |         |

### Grupo K
Classificação
| Pos | País           | J | V | D | SP | SC | PP  | PC  | Pts |
| --- | -------------- | - | - | - | -- | -- | --- | --- | --- |
| 1   | Iugoslávia     | 3 | 3 | 0 | 9  | 1  | 246 | 210 | 6   |
| 2   | Grécia         | 3 | 2 | 1 | 6  | 6  | 255 | 253 | 5   |
| 3   | Estados Unidos | 3 | 1 | 2 | 6  | 6  | 271 | 268 | 4   |
| 4   | China          | 3 | 1 | 3 | 1  | 9  | 208 | 249 | 3   |

| Data   | Equipe #1      | Placar | Equipe #2      | 1º Set | 2º Set | 3º Set | 4º Set | 5º Set | Total   | Cidade | Público |
| ------ | -------------- | ------ | -------------- | ------ | ------ | ------ | ------ | ------ | ------- | ------ | ------- |
| 04 Out | Iugoslávia     | 3–0    | Grécia         | 25–21  | 25–17  | 25–21  |        |        | 75–59   |        |         |
| 04 Out | Estados Unidos | 3–0    | China          | 25–23  | 30–28  | 25–19  |        |        | 80–70   |        |         |
| 05 Out | China          | 0–3    | Iugoslávia     | 20–25  | 18–25  | 22–25  |        |        | 60–75   |        |         |
| 05 Out | Estados Unidos | 2–3    | Grécia         | 25–20  | 15–25  | 20–25  | 25–15  | 15–17  | 100–102 |        |         |
| 06 Out | Grécia         | 3–1    | China          | 19–25  | 25–17  | 25–19  | 25–17  |        | 94–78   |        |         |
| 06 Out | Iugoslávia     | 3–1    | Estados Unidos | 25–22  | 25–21  | 21–25  | 25–23  |        | 96–91   |        |         |

## Fase Final
|  | Quartas-de-final          | Quartas-de-final      |                            |            | Semi-finais | Semi-finais |  |  | Final                      | Final |
|  |                           |                       |                            |            |             |             |  |  |                            |       |
|  | 9 out 2002 – Buenos Aires |                       |                            |            |             |             |  |  |                            |       |
|  |                           |                       |                            |            |             |             |  |  |                            |       |
|  | Argentina                 | 1                     |                            |            |             |             |  |  |                            |       |
|  | Argentina                 | 1                     | 11 out 2002 – Buenos Aires |            |             |             |  |  |                            |       |
|  | França                    | 3                     |                            |            |             |             |  |  |                            |       |
|  | França                    | 3                     | França                     | 2          |             |             |  |  |                            |       |
|  | 9 out 2002 – Buenos Aires |                       | França                     | 2          |             |             |  |  |                            |       |
|  |                           | Rússia                | 3                          |            |             |             |  |  |                            |       |
|  | Rússia                    | Rússia                | 3                          | 3          |             |             |  |  |                            |       |
|  | Rússia                    |                       | 13 out 2002 – Buenos Aires | 3          |             |             |  |  |                            |       |
|  | Grécia                    | 0                     |                            |            |             |             |  |  |                            |       |
|  | Grécia                    | 0                     | Rússia                     | 2          |             |             |  |  |                            |       |
|  | 9 out 2002 – Córdoba      |                       | Rússia                     | 2          |             |             |  |  |                            |       |
|  |                           | Brasil                | 3                          |            |             |             |  |  |                            |       |
|  | Itália                    | Brasil                | 3                          | 2          |             |             |  |  |                            |       |
|  | Itália                    | 10 out 2002 – Córdoba |                            | 2          |             |             |  |  |                            |       |
|  | Brasil                    | 3                     |                            |            |             |             |  |  |                            |       |
|  | Brasil                    | 3                     | Brasil                     | 3          | 3º lugar    | 3º lugar    |  |  |                            |       |
|  | 9 out 2002 – Córdoba      |                       | Brasil                     | 3          | 3º lugar    | 3º lugar    |  |  |                            |       |
|  |                           | Iugoslávia            | 1                          |            |             |             |  |  |                            |       |
|  | Portugal                  | Iugoslávia            | 1                          | 0          | França      | 3           |  |  |                            |       |
|  | Portugal                  |                       |                            | 0          | França      | 3           |  |  |                            |       |
|  | Iugoslávia                | 3                     |                            | Iugoslávia | 0           |             |  |  |                            |       |
|  | Iugoslávia                | 3                     |                            |            | 0           |             |  |  |                            |       |
|  |                           |                       |                            |            |             |             |  |  | 12 out 2002 – Buenos Aires |       |
|  |                           |                       |                            |            |             |             |  |  |                            |       |

### Quartas-de-final
| Data   | Equipe #1 | Placar | Equipe #2  | 1º Set | 2º Set | 3º Set | 4º Set | 5º Set | Total   | Cidade | Público |
| ------ | --------- | ------ | ---------- | ------ | ------ | ------ | ------ | ------ | ------- | ------ | ------- |
| 09 Out | Portugal  | 0–3    | Iugoslávia | 20–25  | 23–25  | 16–25  |        |        | 59–75   |        |         |
| 09 Out | Rússia    | 3–0    | Grécia     | 25–22  | 25–22  | 25–21  |        |        | 75–65   |        |         |
| 09 Out | Itália    | 2–3    | Brasil     | 23–25  | 23–25  | 25–23  | 28–26  | 13–15  | 112–114 |        |         |
| 09 Out | Argentina | 1–3    | França     | 25–14  | 27–29  | 23–25  | 18–25  |        | 93–93   |        |         |

### Semifinais
| Data   | Equipe #1 | Placar | Equipe #2  | 1º Set | 2º Set | 3º Set | 4º Set | 5º Set | Total  | Cidade | Público |
| ------ | --------- | ------ | ---------- | ------ | ------ | ------ | ------ | ------ | ------ | ------ | ------- |
| 10 Out | Brasil    | 3–1    | Iugoslávia | 26–24  | 22–25  | 27–25  | 25–23  |        | 100–97 |        |         |
| 11 Out | França    | 2–3    | Rússia     | 19–25  | 25–16  | 20–25  | 25–21  | 9–15   | 98–102 |        |         |

### 3º lugar
| Data   | Equipe #1 | Placar | Equipe #2  | 1º Set | 2º Set | 3º Set | 4º Set | 5º Set | Total | Cidade | Público |
| ------ | --------- | ------ | ---------- | ------ | ------ | ------ | ------ | ------ | ----- | ------ | ------- |
| 12 Out | França    | 3–0    | Iugoslávia | 25–23  | 25–23  | 25–16  |        |        | 75–62 |        |         |

### Final
| Data   | Equipe #1 | Placar | Equipe #2 | 1º Set | 2º Set | 3º Set | 4º Set | 5º Set | Total   | Cidade | Público |
| ------ | --------- | ------ | --------- | ------ | ------ | ------ | ------ | ------ | ------- | ------ | ------- |
| 13 Out | Rússia    | 2–3    | Brasil    | 25–23  | 25–27  | 20–25  | 25–23  | 13–15  | 108–113 |        |         |

### Classificação 5º a 8º
|  | 5º-8º lugar                 | 5º-8º lugar            |   |                             | 5º lugar                    | 5º lugar |  |
|  |                             |                        |   |                             |                             |          |  |
|  | 11 out 2002, – Buenos Aires |                        |   |                             |                             |          |  |
|  | Argentina                   | 3                      |   |                             |                             |          |  |
|  | Grécia                      | 0                      |   |                             |                             |          |  |
|  |                             |                        |   |                             |                             |          |  |
|  |                             |                        |   |                             | 13 out 2002, – Buenos Aires |          |  |
|  |                             |                        |   |                             | Argentina                   | 2        |  |
|  |                             | Itália                 | 3 |                             |                             |          |  |
|  |                             |                        |   |                             |                             |          |  |
|  |                             |                        |   |                             |                             |          |  |
|  |                             |                        |   |                             | 7º lugar                    |          |  |
|  | 10 out 2002, – Córdoba      | 10 out 2002, – Córdoba |   | 12 out 2002, – Buenos Aires | 12 out 2002, – Buenos Aires |          |  |
|  | Itália                      | 3                      |   | Grécia                      | 3                           |          |  |
|  | Portugal                    | 0                      |   |                             | Portugal                    | 2        |  |

#### 5º a 8º lugares
| Data   | Equipe #1 | Placar | Equipe #2 | 1º Set | 2º Set | 3º Set | 4º Set | 5º Set | Total | Cidade | Público |
| ------ | --------- | ------ | --------- | ------ | ------ | ------ | ------ | ------ | ----- | ------ | ------- |
| 10 Out | Itália    | 3–0    | Portugal  | 25–23  | 25–19  | 25–17  |        |        | 75–59 |        |         |
| 11 Out | Argentina | 3–0    | Grécia    | 25–23  | 25–23  | 25–20  |        |        | 75–66 |        |         |

#### 7° lugar
| Data   | Equipe #1 | Placar | Equipe #2 | 1º Set | 2º Set | 3º Set | 4º Set | 5º Set | Total   | Cidade | Público |
| ------ | --------- | ------ | --------- | ------ | ------ | ------ | ------ | ------ | ------- | ------ | ------- |
| 12 Out | Grécia    | 3–2    | Portugal  | 21–25  | 25–20  | 23–25  | 25–21  | 15–12  | 109–103 |        |         |

#### 5º lugar
| Data   | Equipe #1 | Placar | Equipe #2 | 1º Set | 2º Set | 3º Set | 4º Set | 5º Set | Total   | Cidade | Público |
| ------ | --------- | ------ | --------- | ------ | ------ | ------ | ------ | ------ | ------- | ------ | ------- |
| 13 Out | Argentina | 2–3    | Itália    | 29–27  | 17–25  | 22–25  | 25–22  | 22–24  | 115–123 |        |         |

## Classificação Final
| Posição           | Time           |
| ----------------- | -------------- |
| Medalha de ouro   | Brasil         |
| Medalha de prata  | Rússia         |
| Medalha de bronze | França         |
| 4                 | Iugoslávia     |
| 5                 | Itália         |
| 6                 | Argentina      |
| 7                 | Grécia         |
| 8                 | Portugal       |
| 9                 | Japão          |
| 9                 | Países Baixos  |
| 9                 | Polónia        |
| 9                 | Estados Unidos |
| 13                | Bulgária       |
| 13                | China          |
| 13                | Chéquia        |
| 13                | Espanha        |
| 17                | Canadá         |
| 17                | Venezuela      |
| 19                | Austrália      |
| 19                | Croácia        |
| 19                | Cuba           |
| 19                | Egito          |
| 19                | Cazaquistão    |
| 19                | Tunísia        |

## Prêmios
- MVP:  Marcos Milinkovic
- Maior Pontuador:  Marcos Milinkovic
- Melhor Atacante:  André Nascimento
- Melhor Bloqueador:  João José
- Melhor Sacador:  Franz Granvorka
- Melhor Levantador:  Maurício Lima
- Melhor Defensor:  Hubert Henno
- Melhor Recepção:  Pablo Meana

## Seleção do Campeonato
| Levantador   | Meio-de-Rede             | Ponteiro                         | Oposto            | Líbero       |
| ------------ | ------------------------ | -------------------------------- | ----------------- | ------------ |
| Nikola Grbić | Gustavo Endres João José | Sergey Tetyukhin Stéphane Antiga | Marcos Milinkovic | Hubert Henno |

## Ligações Externas
- Federação Internacional de Voleibol (Archived 2009-09-04)